# Polyura monochromus
Polyura monochromus är en fjärilsart som beskrevs av Friedrich Wilhelm Niepelt 1914. Polyura monochromus ingår i släktet Polyura och familjen praktfjärilar. Inga underarter finns listade i Catalogue of Life.